# Círculo de Contribuyentes
El Círculo de Contribuyentes es una sociedad de carácter recreativa y cultural, fundada en Alcalá de Henares en 1890 como casino.

## Historia
El 19 de diciembre de 1890 se fundó el "Casino Mercantil", sociedad recreativa de la burguesía local, con domicilio en la calle Cervantes n.º 2 de Alcalá de Henares. Su primer presidente fue Félix Huerta y Huerta.
A propuesta de la Junta del Casino Mercantil, la Comisión Administrativa de la Sociedad de Condueños de los Edificios que fueron Universidad concibió y construyó un nuevo edificio, con el objetivo de arrendarlo para albergar la nueva sede de la sociedad recreativa, que pasó a denominarse "Círculo de Contribuyentes". Su construcción fue proyectada de acuerdo con los planos del arquitecto municipal Martín Pastells, sobre una finca situada en la plaza de Cervantes, previa demolición de la sacristía de la Capilla de San Ildefonso y de unas dependencias auxiliares de la antigua Universidad de Alcalá (casas de los bedeles y prisiones). Tras seis meses de obras, la nueva sede fue inaugurada el 23 de agosto de 1893 y entrando en uso el 1 de septiembre de ese mismo año.
El edificio inicialmente constaba de un salón para lectura, biblioteca, salón para billares, otro para actos, salón de café, patio con fuente, dos terrazas y dos patios laterales, además de sótano cocina y almacén. Posteriormente sus instalaciones han sido adaptadas y reformadas para adecuarlas a las necesidades de cada época. 
Durante la Guerra Civil Española fue ocupado por un Comité del Frente Popular. En los año 80, junto con nuevas reformas estructurales, se produce una importante reforma social, las mujeres se incorporan de pleno derecho a la Sociedad, aceptando los primeros miembros femeninos.
En la actualidad perdura el Círculo de Contribuyentes. En sus locales se desarrollan actividades culturales y de ocio, tanto para sus socios como para la sociedad en general. Hoy, en uno de sus salones, acoge el restaurante El Casino.

## Edificio
El edificio es de estilo neomudéjar, ocupa 693,12 m² de superficie. Obra en ladrillo visto, acorde con los gustos de su época de construcción. Dispone de dos plantas y un semisótano, junto con tres patios interiores. Está ubicado en el número 9 de la plaza de Cervantes de Alcalá de Henares y está catalogado como "edificio singular con protección estructural y partes con protección integral".
Exterior
En su fachada se aprecian tres elementos constructivos, en los que destacan doce grandes ventanales con arcos de medio punto. Para acceder a su entrada principal, por la primera planta, dispone de una amplia escalinata con barandillas metálicas, que deja dos grandes terrazas a ambos lados con balaustradas de piedra caliza.
En el frontón de la entrada luce un singular barómetro, que no reloj, obra de Carlos Eduardo Lardet y Bovet.
Interior
Destaca el salón noble o de tapices, sus paredes están decoradas con pinturas del alcalaíno Félix Yuste realizadas en 1901. Presenta diez lienzos que simulan la textura y disposición ornamental de los tapices. Seis de ellos son alegorías a la agricultura, las artes, las ciencias, el comercio, la industria y a la ciudad complutense; el resto muestran diferentes paisajes del río Henares (presa de Cayo, presa de los García y Tabla Pintora) y la ermita de San Isidro. Resalta la obra titulada “Apoteosis de Alcalá”, en la que se refleja las señas de identidad histórica de la ciudad; en ella se ven personajes como los estudiantes y autoridades de la Universidad, los Santos Niños, Don Quijote y Sancho Panza, Miguel de Cervantes o el Cardenal Cisneros;  símbolos como el escudo de la ciudad o las santas formas; y edificios como las fachadas del Colegio Mayor de San Ildefonso, de la antigua iglesia de Santa María, del Colegio de Málaga y del Palacio Arzobispal.
En el techo del salón noble descuella un fresco de Samuel Luna López, pintado en 1907 con motivo de la celebración del III Centenario de la publicación de la primera parte del Quijote. Representa tres figuras mitológicas greco-romanas: Atenea o Minerva (diosa de la industria), Deméter o Ceres (diosa de la agricultura) y Hermes o Mercurio (dios del comercio).
En otra sala se atesora una cerámica de Carlos Chacón, representando diferentes escenas sociales relacionadas con Alcalá de Henares.

## El barómetro

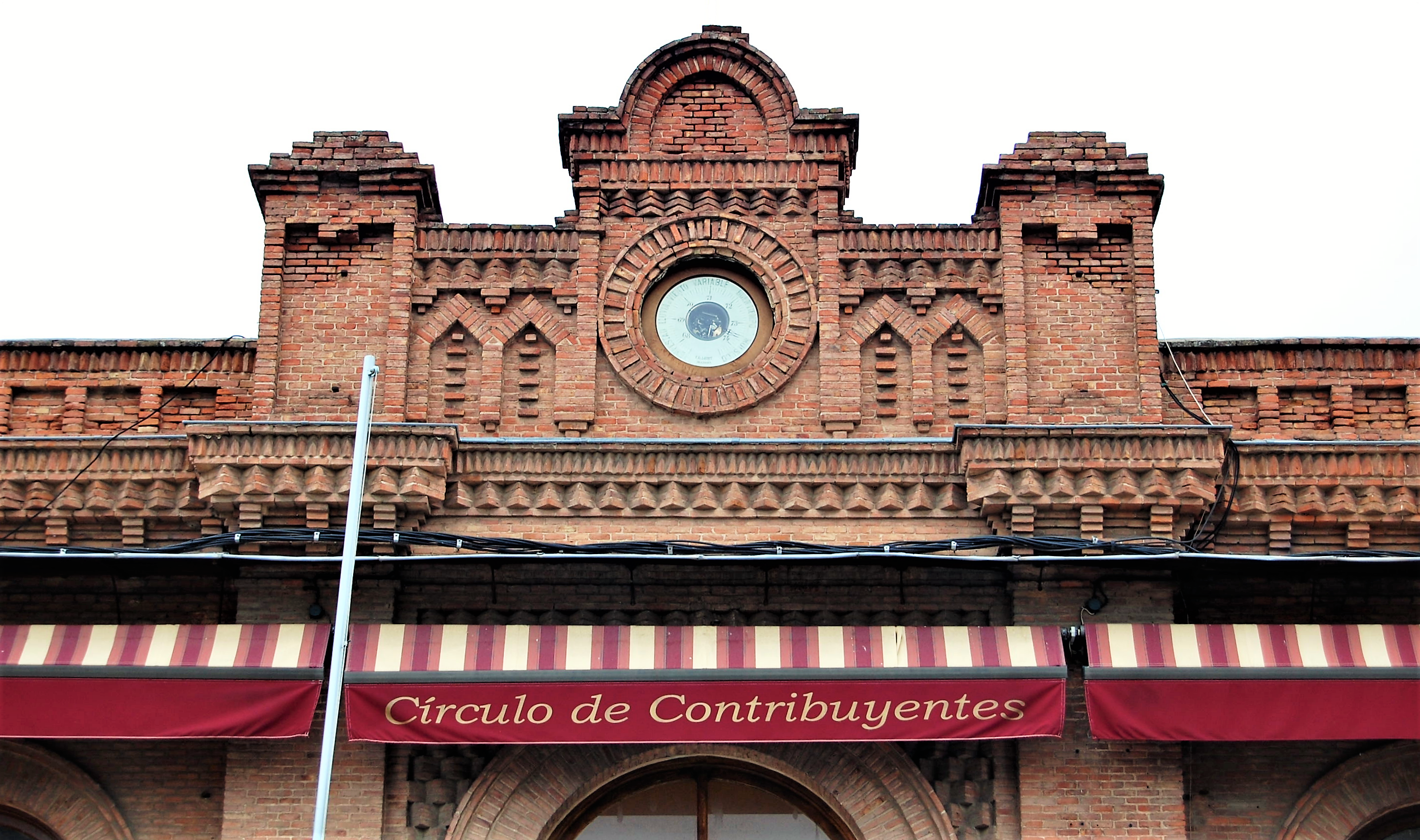
El barómetro sobre la entrada principal.

Su barómetro, de tipo aneroide, fue elaborado por Carlos Eduardo Lardet y Bovet, relojero y cónsul general de Suiza en España. Se ubicada sobre la entrada principal del edificio, encastrado en un rebaje circular y fijado mediante un marco biselado de madera. Su instalación posiblemente data de principios del siglo XX. En aquella época, uno de los pilares de la economía alcalaína era la agricultura, por lo que los socios del Casino, y el resto de ciudadanos, necesitaban la información climatológica aportada por este instrumento. En la esfera del aparato aparece inscrito, siguiendo su forma circular de izquierda a derecha, en letras mayúsculas: "TEMPESTAD, LLUVIA o VIENTO, VARIABLE, BUEN TIEMPO, MUI SECO", y la firma del fabricante "C. Ed. LARDET. MADRID.".

## Bien de Interés Cultural

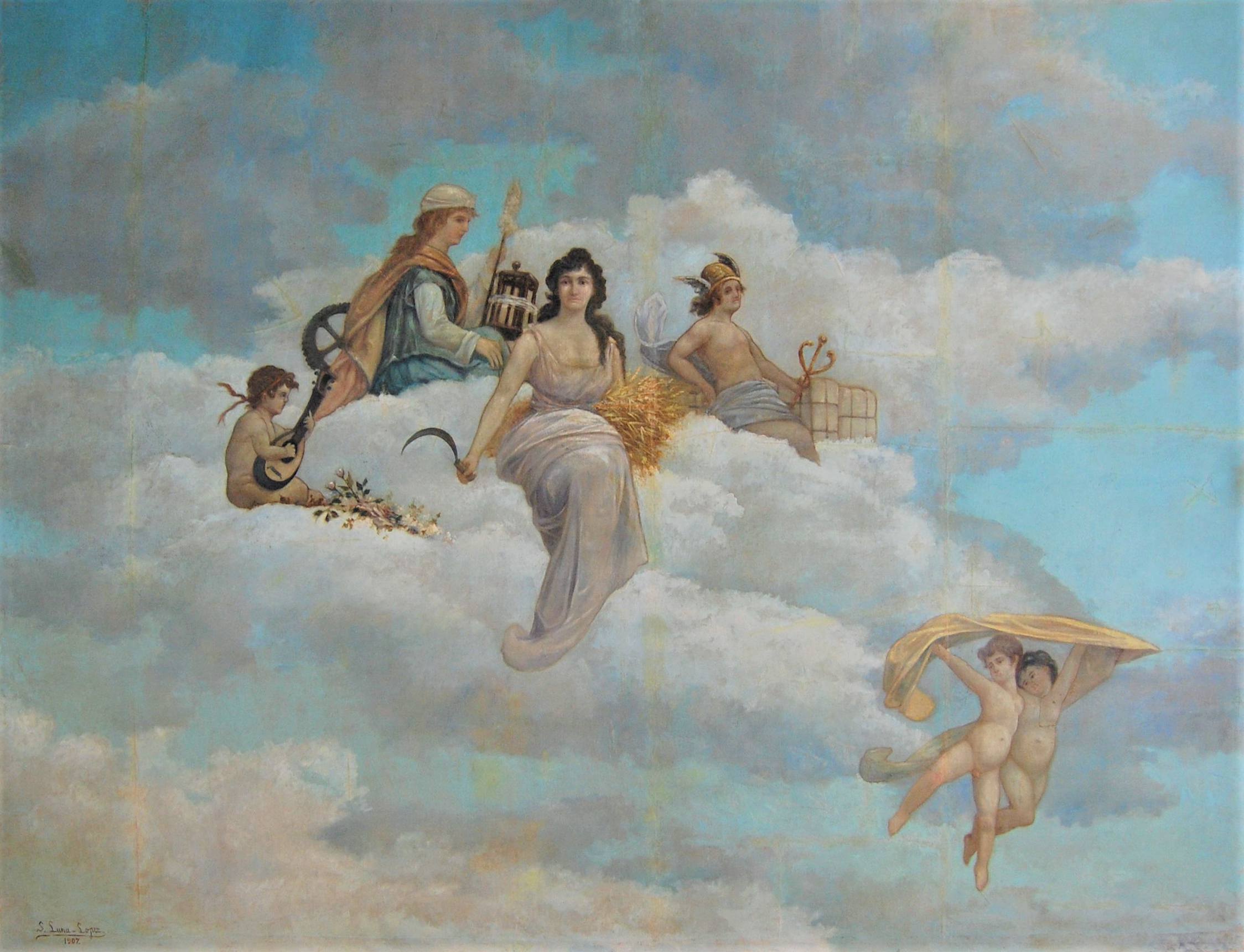
III Centenario de la publicación de la primera parte del Quijote (Samuel Luna López, 1907)

En 2018 se inició el expediente de declaración de Bien de Interés Cultural, en la categoría de monumento, a la "Manzana Fundacional Cisneriana de la Universidad de Alcalá" por ser un conjunto de edificios con un gran valor histórico, arquitectónico y artístico; entre los que se incluye el Círculo de Contribuyentes y sus obras artísticas.

## Referencias

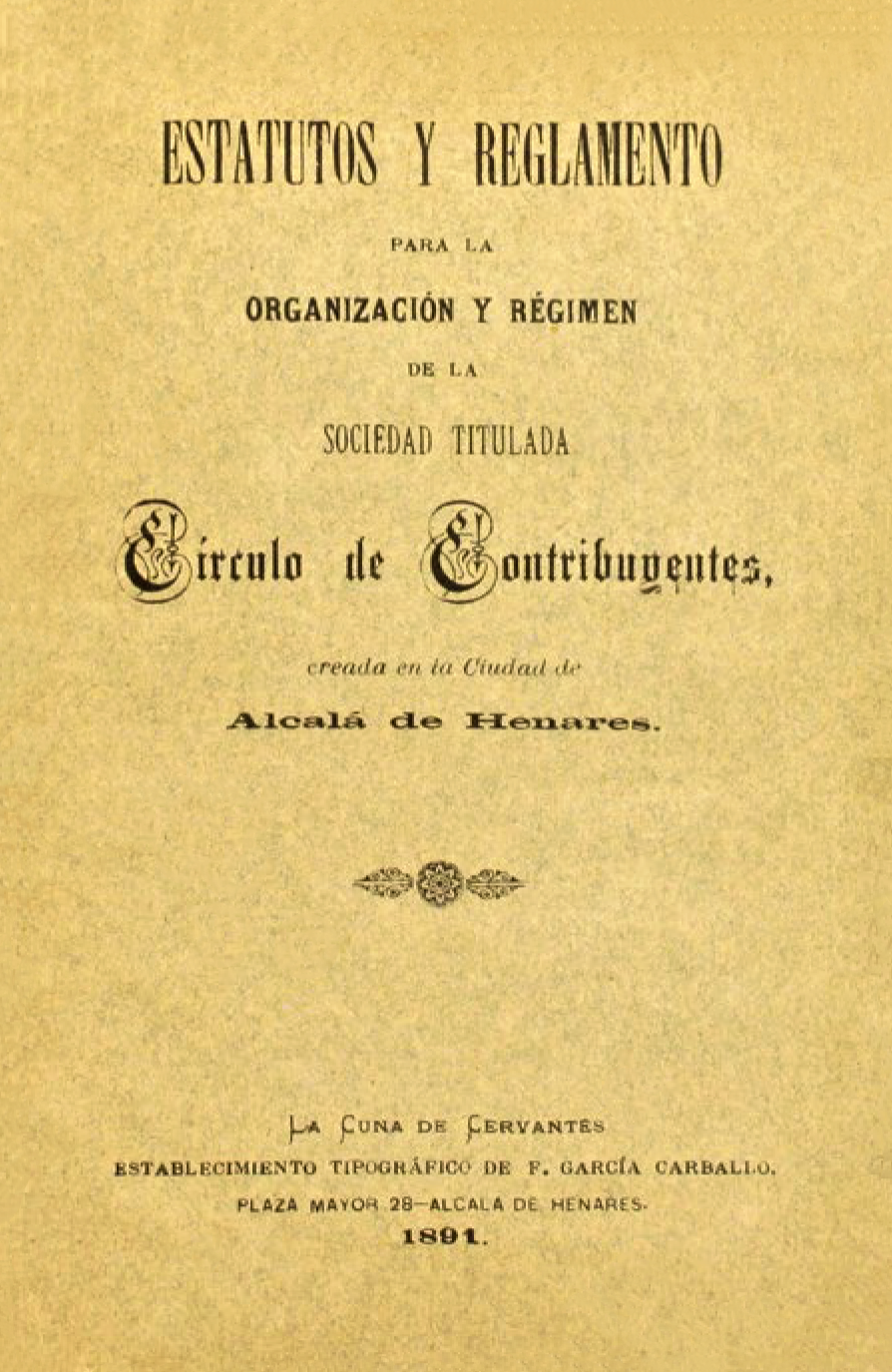
Primeros estatutos y reglamento del Círculo de Contribuyentes (1891)

## Presidentes

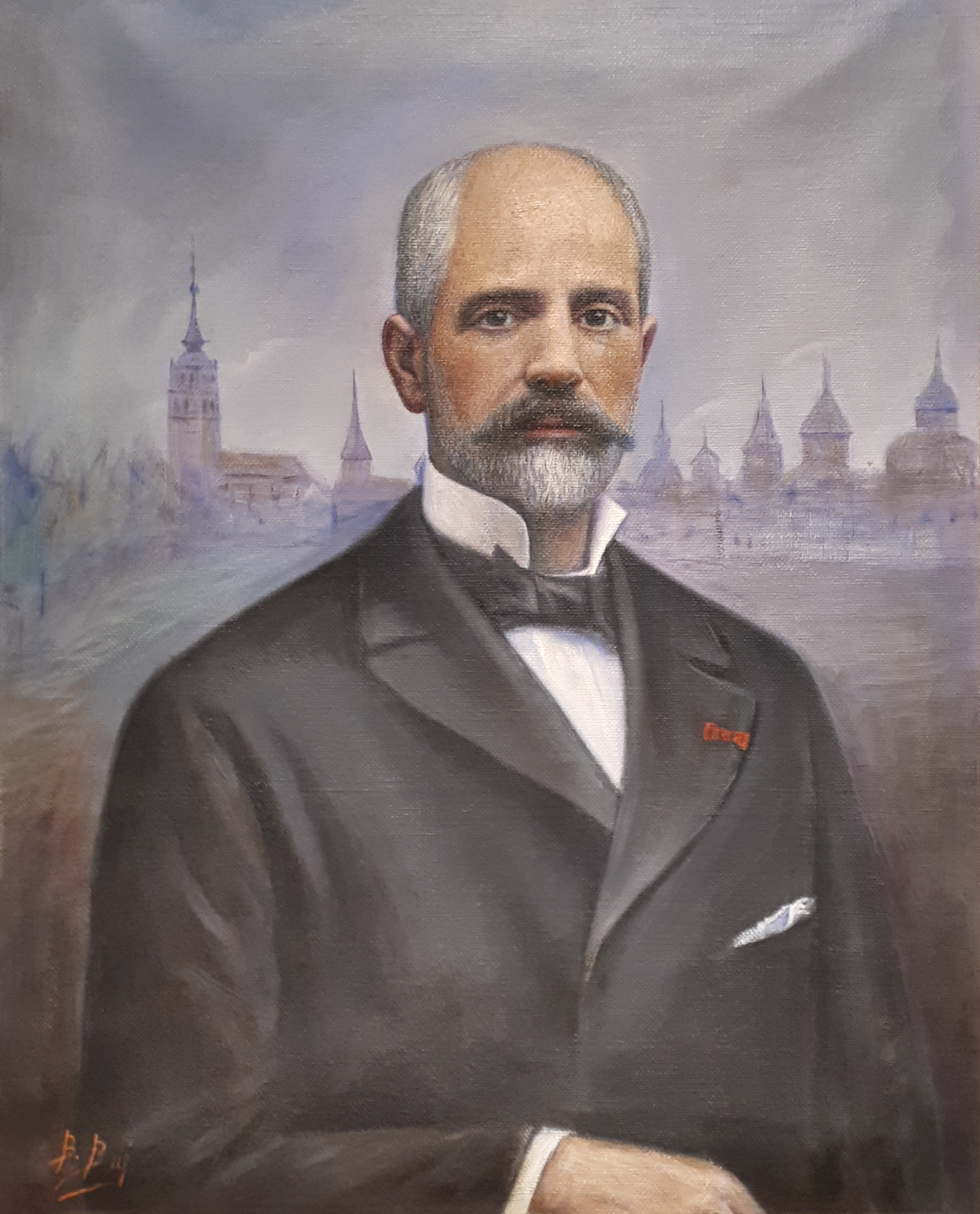
Félix Huerta y Huerta, primer presidente.

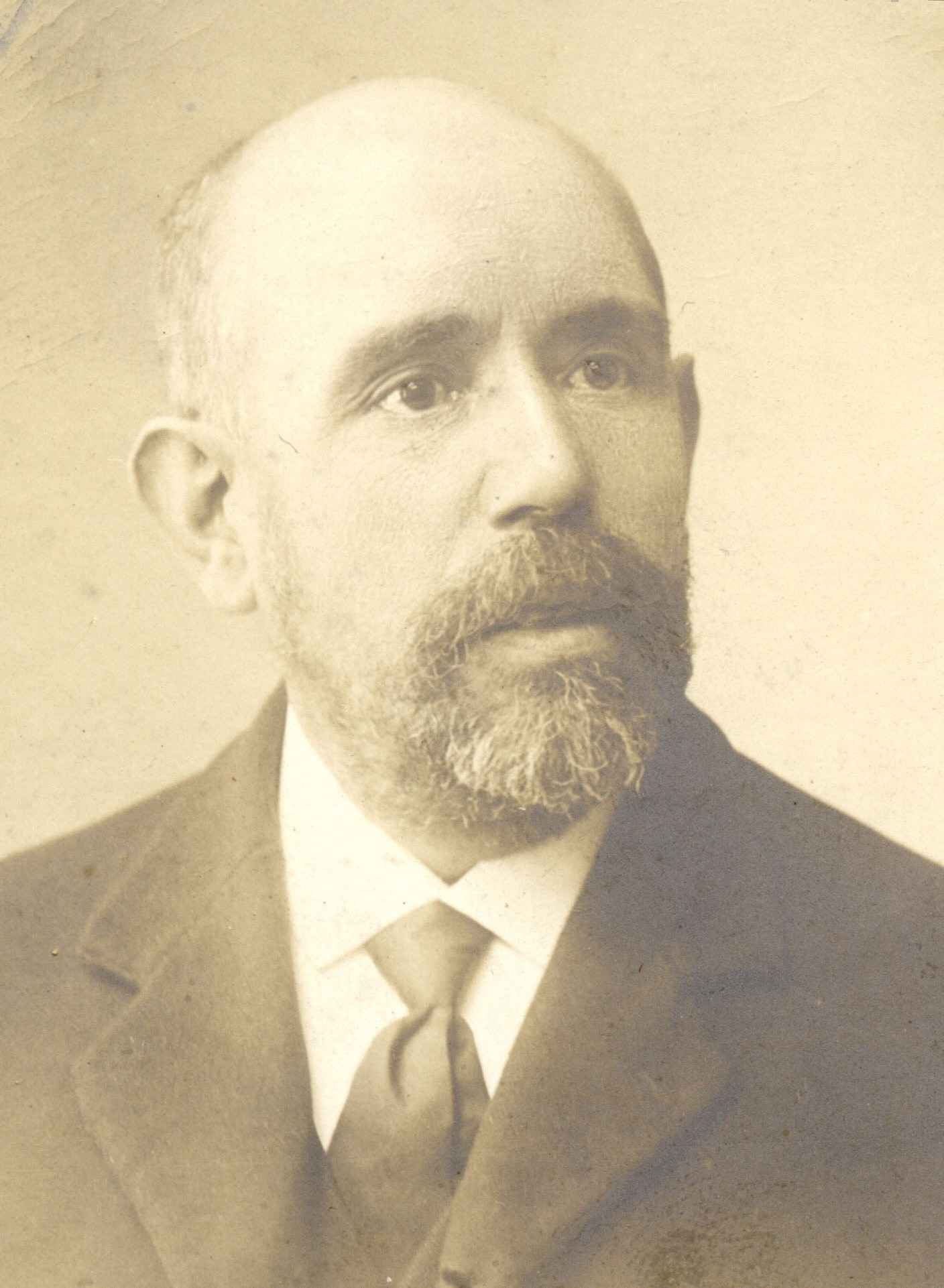
Lucas del Campo y Fernández, segundo presidente.

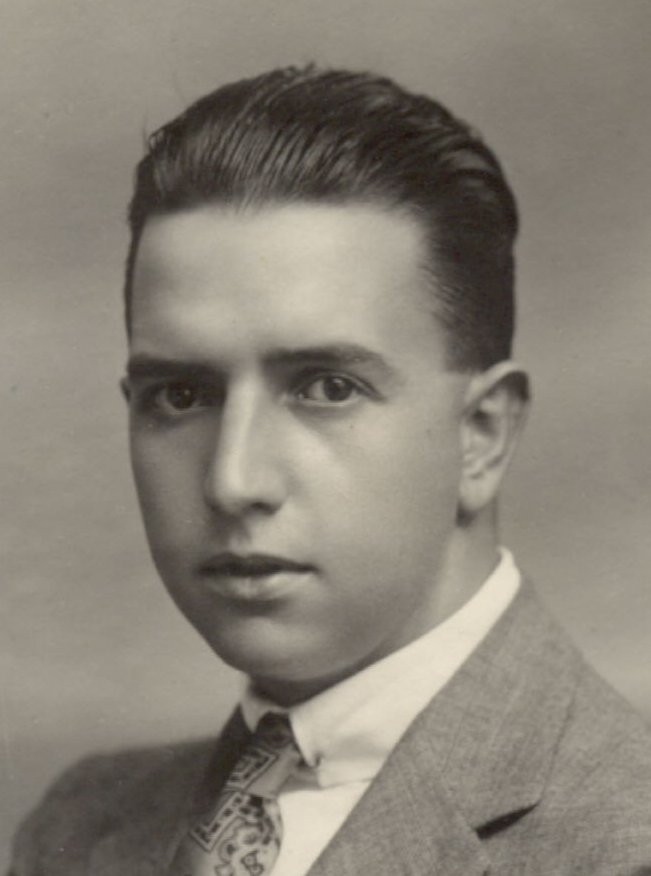
Lucas del Campo López, décimo noveno presidente.

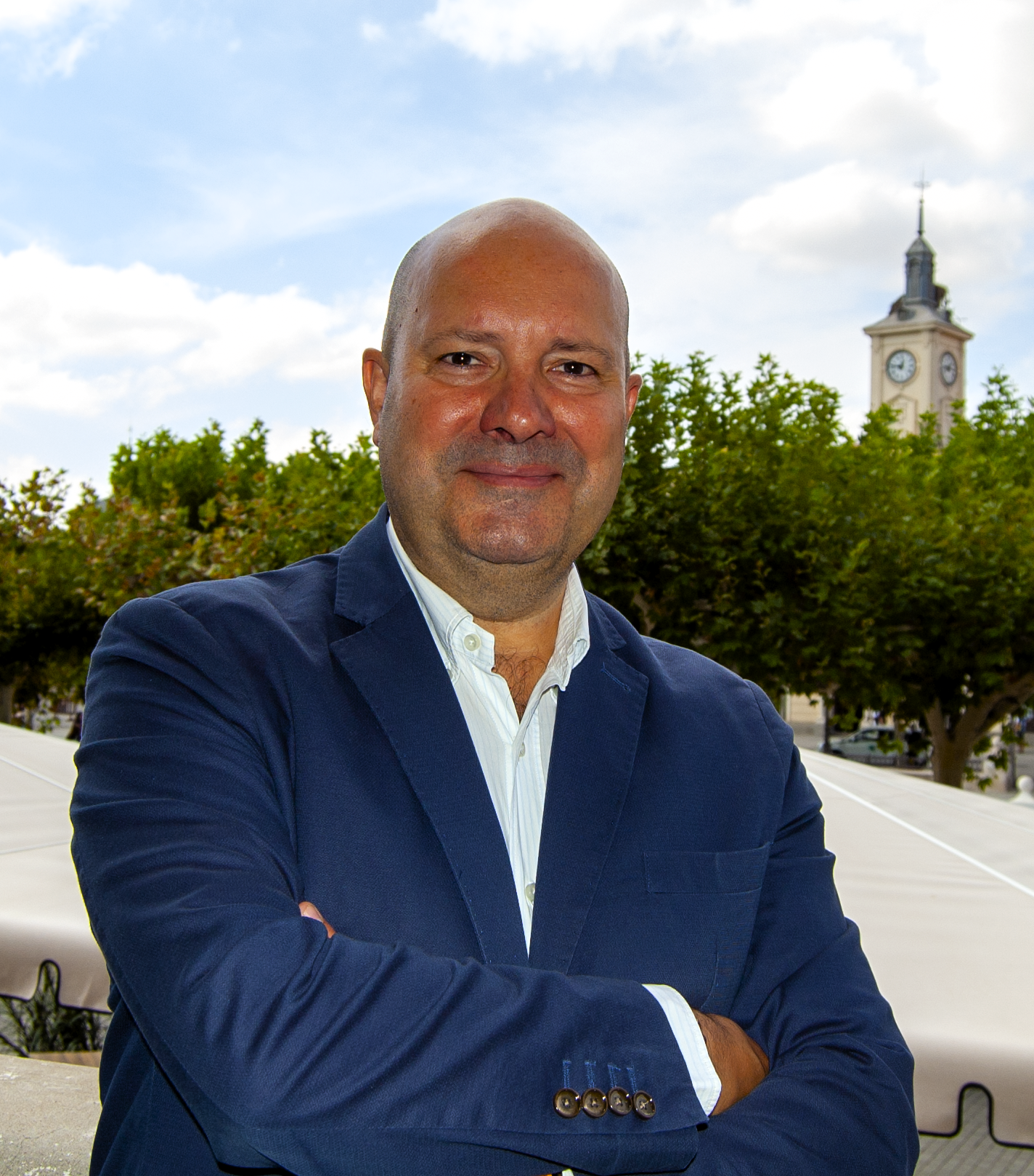
Iván Lope Parias, presidente nº 44.

| Orden | Año de inicio | Nombre                       | Observaciones                                                                                      |
| ----- | ------------- | ---------------------------- | -------------------------------------------------------------------------------------------------- |
| 1     | 1890          | Félix Huerta y Huerta        | 1ª vez                                                                                             |
| 2     | 1894          | Lucas del Campo y Fernández  | |
| 3     | 1898          | Félix Huerta y Huerta        | 2ª vez                                                                                             |
| 4     | 1902          | Miguel Yárritu Urrutia       | |
| 5     | 1903          | Francisco Gil Andrés         | 1ª vez                                                                                             |
| 6     | 1904          | Luis Morcillo y Palomar      | |
| 7     | 1905          | Francisco Gil Andrés         | 2ª vez                                                                                             |
| 8     | 1907          | Pedro Pascual Oliver         | |
| 9     | 1908          | José Jaramillo y Coronado    | 1ª vez                                                                                             |
| 10    | 1910          | Emilio Mota                  | |
| 11    | 1910          | José Jaramillo y Coronado    | 2ª vez. Dimitió en 1913 al ser nombrado Alcalde; actuando en funciones Mariano de Pedro            |
| 12    | 1914          | Manuel Martín Esperanza      | |
| 13    | 1915          | Heriberto Palencia           | |
| 14    | 1919          | Ruperto Pérez                | |
| 15    | 1921          | Carlos Martín Bosch          | |
| 16    | 1923          | José Jaramillo y Coronado    | 3ª vez                                                                                             |
| 17    | 1923          | Gustavo Chamorro Tello       | |
| 18    | 1923          | Mariano Alarcos Carmona      | |
| 19    | 1927          | Lucas del Campo López        | |
| 20    | 1931          | Manuel López Linares         | |
| 21    | 1933          | Máximo de Francisco          | |
| 22    | 1933          | A. González                  | Elegido por la Junta General, no aceptó                                                            |
| 23    | 1933          | Justo Mínguez Toquero        | |
| 24    | 1934          | Julián Alcobendas Gonzalo    | |
| 25    | 1939          | Emiliano Álvarez Hernández   | Nombrado por el Comandante Militar y elegido por la Junta General el 19-11-1939                    |
| 26    | 1941          | Lisardo Boado González       | |
| 27    | 1941          | Luis Merlo y Castro          | Desde 1946 al ser nombrado General de la Plaza, actuó en funciones el vicepresidente Paulino Muñoz |
| 28    | 1947          | Rafael de las Morenas Alcalá | |
| 29    | 1949          | Félix Huerta Álvarez de Lara | Elegido por la Junta General, no aceptó                                                            |
| 30    | 1950          | Ramón Gaviña Múgica          | |
| 31    | 1951          | Pedro Gallardo Puerro        | Elegido por la Junta General, no aceptó                                                            |
| 32    | 1952          | Gregorio Pérez Manzano       | |
| 33    | 1953          | Emilio Pardo Segura          | |
| 34    | 1958          | Rafael Madariaga Heredia     | Elegido por la Junta General, no aceptó                                                            |
| 35    | 1958          | Tomás Martín de la Vega      | Al fallecer, le sustituyó el vicepresidente Pelayo Fernández Garrido                               |
| 36    | 1963          | Luis Gordo Lechuga           | |
| 37    | 1977          | Jesús Pintado Díaz-Madroñero | |
| 38    | 1983          | Gregorio Chicharro Alarcos   | |
| 39    | 1986          | Jesús Pintado Díaz-Madroñero | |
| 40    | 1991          | Salvador Martínez Morilla    | |
| 41    | 1997          | Eugenio Fernández Mateos     | |
| 42    | 2001          | José Félix Huerta Velayos    | |
| 43    | 2011          | Mª Ángeles Oñoro Cabezas     | |
| 44    | 2015          | Iván Lope Parias             | |
| 45    | 2023          | Agustín Mata Martínez        | |